# Magnitogorsk
Magnitogorsk (rusky Магнитого́рск) je město v Rusku na řece Ural na předělu mezi Evropskou a Asijskou částí země. Žije zde 407 775 lidí. Je zde významné naleziště železa a magnetitu. Pojmenované je po hoře Magnitnaja, která je téměř čistě ze železa, jedná se o geologickou anomálii. Působí zde největší firma na zpracování železa a oceli v Rusku, MMK (Магнитогорский металлургический комбинат).

## Historie
Kozácká pevnost Magnitnaja vznikla v roce 1743 za císařovny Alžběty I. a těžba železné rudy začala v roce 1759. 

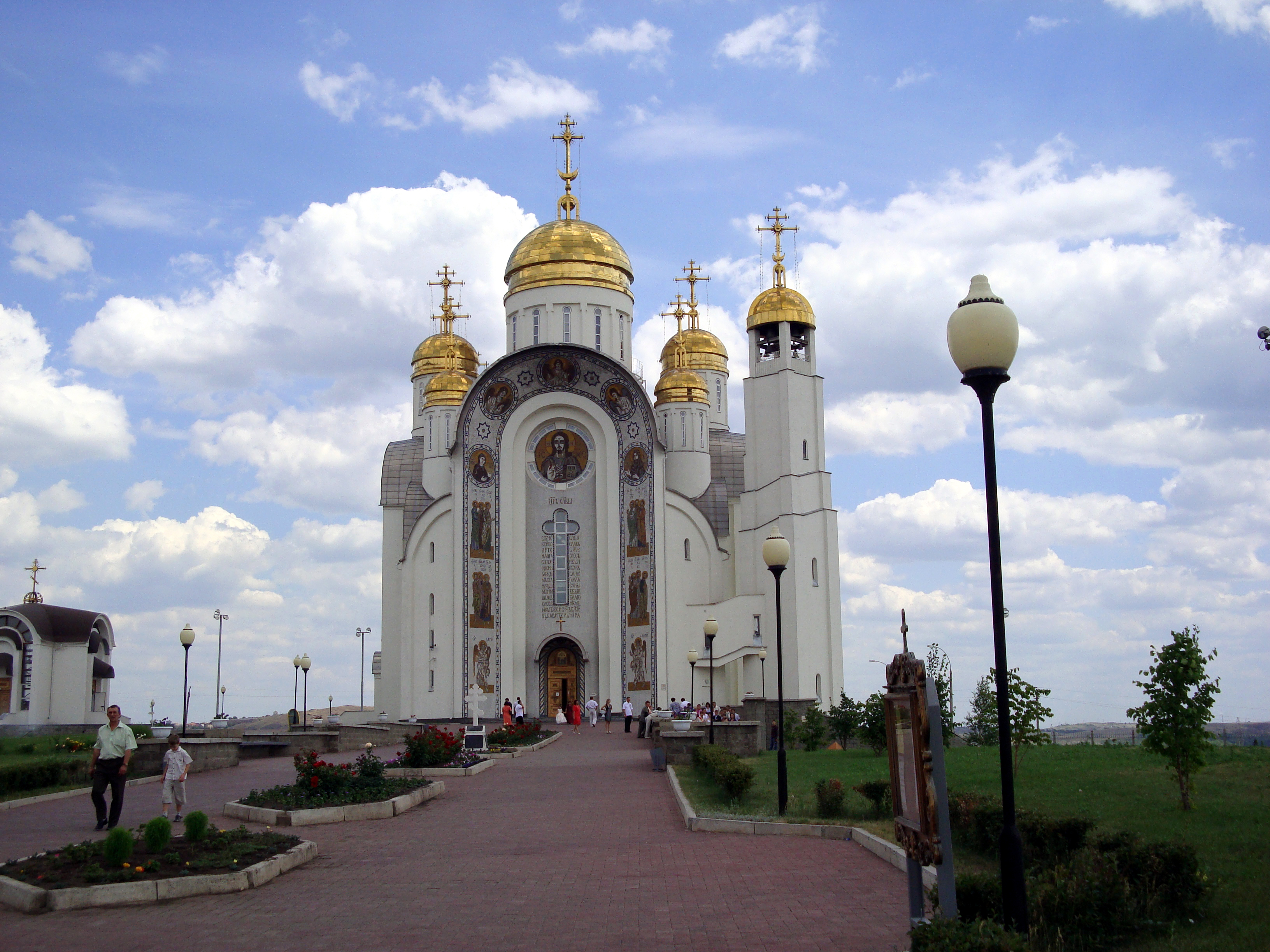
Magnitogorský Kostel Nanebevstoupení Krista

Na příkaz Stalinova plánu industrializace SSSR zde byl vybudován ve třicátých letech obrovský strojírenský a hutnický průmysl. Nedostatkem tohoto plánu však bylo to, že dělníci byli bývalí zemědělci, kteří měli s průmyslovou výrobou pramálo zkušeností. Proto byli přizváni i specialisté a architekti z Německa. Od roku 1937 bylo město pro turisty uzavřeno. Během 2. světové války sehrál Magnitogorsk důležitou úlohu, a to díky dodávkám oceli Rudé armádě. Během perestrojky byl uzavřený status města odstraněn a cizinci mohli znovu město navštívit.

## Charakter města
Magnitogorsk byl vyprojektován tak, že se skládá z několika velkých zón (obytná, průmyslová, rekreační), na sebe navazujících s oddělenými prostory pro dopravu. Projektantem města byl německý architekt Ernst May.
Město je spojeno mezinárodním letištěm a železnicí. Veřejná doprava zahrnuje tramvaje, autobusy a taxíky. Ve městě jsou tři státní univerzity (MSTU, MaSU a MSC), tři divadla a působí zde hokejový klub KHL Metallurg Magnitogorsk.